# Castro de Filabres
Castro de Filabres este o municipalitate și un oraș din provincia Almería, Andaluzia, Spania, cu o populație de 172 de locuitori.